# Mutua Madrileña Masters Madrid 2003
Mutua Madrileña Masters Madrid 2003 — тенісний турнір, що проходив на кортах з твердим покриттям у місті Мадрид, Іспанія з 13 жовтня . Належав до категорії Tennis Masters Series.

## Фінальна частина

### Одиночний розряд
Хуан Карлос Ферреро —  Ніколас Массу 6–3, 6–4, 6–3

### Парний розряд
Магеш Бгупаті /  Максим Мирний —  Вейн Блек 
  Кевін Ульєтт 6–2, 2–6, 6–3